# Вибори до Державної Думи 2003
Ви́бори до Держа́вної Ду́ми — пройшли в Російській Федерації 7 грудня 2003 року. Перемогу отримала провладна партія «Єдина Росія». Половина депутатів (225) обиралася за партійними списками, інша половина за одномандатними мажоритарними округами. Для того, щоб потрапити до парламенту партійному списку необхідно було отримати понад 5% голосів виборців.
Остаточні результати виборів 7 грудня 2003 до Державної думи
| Партії і коаліції                                                                       | Партії і коаліції                                                                                  | Голоси      | %     | Місць |
| --------------------------------------------------------------------------------------- | -------------------------------------------------------------------------------------------------- | ----------- | ----- | ----- |
| Єдина Росія (Единая Россия)                                                             | Єдина Росія (Единая Россия)                                                                        | 22 779 279  | 37,57 | 223   |
| Комуністична партія Російської Федерації (Коммунистическая партия Российской Федерации) | Комуністична партія Російської Федерації (Коммунистическая партия Российской Федерации)            | 7 647 820   | 12,61 | 52    |
| Ліберально-демократична партія Росії (Либерально-демократическая партия России)         | Ліберально-демократична партія Росії (Либерально-демократическая партия России)                    | 6 943 885   | 11,45 | 36    |
| Коаліція (Родіна):                                                                      | Партія російських регіонів (Партия российских регионов)                                            | 5 469 556   | 9,02  | 37    |
| Коаліція (Родіна):                                                                      | Партія національного відродження «Народна Воля» (Партия национального возрождения «Народная воля») | 5 469 556   | 9,02  | 37    |
| Коаліція (Родіна):                                                                      | Соціалістична єдина партія Росії (Социалистическая единая партия России)                           | 5 469 556   | 9,02  | 37    |
| Російська демократична партія «Яблуко» (Российская демократическая партия «Яблоко»)     | Російська демократична партія «Яблуко» (Российская демократическая партия «Яблоко»)                | 2 609 823   | 4,30  | 4     |
| Союз правих сил (Союз правых сил)                                                       | Союз правих сил (Союз правых сил)                                                                  | 2 408 356   | 3,97  | 3     |
| Аграрна партія Росії (Аграрная партия России)                                           | Аграрна партія Росії (Аграрная партия России)                                                      | 2 205 704   | 3,64  | 2     |
| Коаліція:                                                                               | Російська партія пенсіонерів (Российская партия пенсионеров)                                       | 1 874 739   | 3,09  |       |
| Коаліція:                                                                               | Партія соціальної справедливості (Партия социальной справедливости)                                | 1 874 739   | 3,09  |       |
| Коаліція:                                                                               | Партія відродження Росії (Партия возрождения России)                                               | 1 140 333   | 1,88  | 3     |
| Коаліція:                                                                               | Російська партія життя (Российская партия жизни)                                                   | 1 140 333   | 1,88  | 3     |
| Народна партія Російської Федерації (Народная партия Российской Федерации)              | Народна партія Російської Федерації (Народная партия Российской Федерации)                         | 714 652     | 1,18  | 17    |
| Єднання (Единение)                                                                      | Єднання (Единение)                                                                                 | 710 538     | 1,17  |       |
| Інші та безпартійні                                                                     | Інші та безпартійні                                                                                | 2 328 483   | 3,84  | 70    |
| Не заповнені місця                                                                      | Не заповнені місця                                                                                 |             |       | 3     |
| Всього (явка 55,75%)                                                                    | Всього (явка 55,75%)                                                                               | 60 712 299  |       | 450   |
| Зареєстровані виборці                                                                   | Зареєстровані виборці                                                                              | 108,906,244 |       |       |
| Джерело: ЦВК Росії                                                                      | |             |       |       |